# Cylichna mongii
Cylichna mongii is een slakkensoort uit de familie van de Cylichnidae. De wetenschappelijke naam van de soort is voor het eerst geldig gepubliceerd in 1826 door Audouin.